# حاجی‌آباد (مود)
حاجی‌آباد یک روستا در ایران است که در دهستان مود شهرستان سربیشه واقع شده‌است. حاجی‌آباد ۳۱۷ نفر جمعیت دارد.